# 梅灿
梅灿（法語：Metzing，法語發音：[mɛtsɛ̃]；洛林法兰克语：Metzinge）是法国摩泽尔省的一个市镇，属于福尔巴克-布莱摩泽尔区。

## 地理
梅灿（49°6'25"N, 6°57'33"E）面积6.45 平方千米，位于法国大東部大區摩泽尔省，该省份为法国东北部内陆省份，是洛林的一部分，西南接默尔特-摩泽尔省，东临下莱茵省，北与卢森堡和德国接壤。
与梅灿接壤的市镇（或旧市镇、城区）包括：迪布兰、盖伯努斯、温德兰、努斯维莱尔-圣纳博尔。
梅灿的时区为UTC+01:00、UTC+02:00（夏令时）。

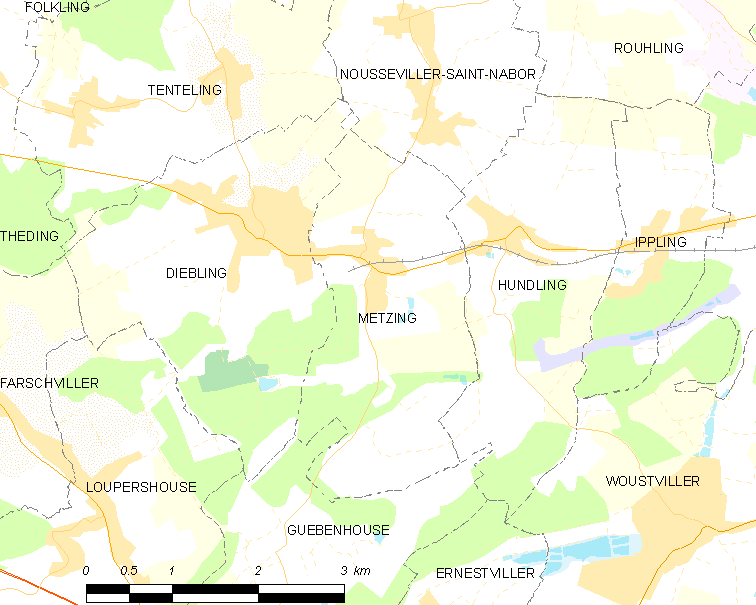
梅灿的OSM定位图

## 行政
梅灿的邮政编码为57980，INSEE市镇编码为57466。

## 政治
梅灿所属的省级选区为斯蒂兰旺代勒县。

## 人口

1962-2008年间梅灿人口变化图示

梅灿于2022年1月1日时的人口数量为693人。